# 静岡鉄道島田営業所
静岡鉄道島田営業所（しずおかてつどうしまだえいぎょうしょ）はかつて島田市若松町に存在した静岡鉄道自動車部の事業所である。藤枝営業所島田支所を経て廃止され、現在は島田市向谷（むくや）に開設された向谷車庫を主な拠点に、しずてつジャストライン相良営業所が島田地区の路線を承継している。

## 所在地
静岡県島田市若松町2740番地  
跡地は、2001年（平成13年）11月より静鉄グループのスーパーマーケットであるしずてつストア島田店となっている。

## 概説
1930年代に、静岡電気鉄道が買収した西駿自動車商会を源流とし、さらに静岡電気鉄道と藤相鉄道が共同出資によって設立した駿遠自動車（静岡乗合自動車に改称）の島田営業所を経て、1940年代に静岡電気鉄道、藤相鉄道、静岡乗合自動車ほか5社の戦時統合によって誕生した静岡鉄道の事業所となった。戦後は藤枝営業所島田営業区を経て、1958年（昭和33年）に再び静岡鉄道島田営業所となった。
金谷町（現 島田市）に本社を置く大井川鉄道も戦前から掛川 - 菊川 - 金谷 - 島田間を中心に乗合自動車事業を展開しており、戦後は榛南地域からの大井川鉄道の大井川線延伸の要望もあり、1950年代後半までは新規路線の競願が発生していたが、1960年代以降は共同運行により双方が路線網を拡大していった。
静岡電気鉄道が戦前に構想した「国道本線」の金谷 - 静岡間を担う営業所であったが、1970年代以降は同線の区間分離により金谷駅 - 藤枝駅間に縮小された。1970年には10路線を管轄していたが、以降は利用者減少により路線網を縮小し、1990年代中盤には藤枝営業所島田支所となった。
1999年（平成11年）には不採算路線の大規模な廃止・再編が行われ、2000年度を以って廃止され、相良営業所向谷車庫に承継された。

## 沿革
- 1928年（昭和3年）- 旧東海道大井川橋（現 県道381号島田岡部線）の開通によって、西駿自動車商会（志太郡島田町）[1]が金谷駅 - 島田駅間に1日30往復の運行を開始した。また大井川鉄道も同年8月9日より新金谷駅 - 宮崎町 - 島田駅 - 島田七丁目に路線を開設し1日16往復の運行を開始した。[2]
- 1929年（昭和4年）4月19日 - 静岡鉄道の前身である静岡電気鉄道株式会社に自動車部が発足した。[3]
- 1930年（昭和5年）10月1日 - 同日改正の西駿自動車商会の時刻表では、大沢（横岡）- 金谷駅間、金谷駅 - 島田駅間、向谷（笹ヶ久保）- 島田駅間、島田駅 - 藤枝町間、藤枝町 - 保福島間の5路線が運行されていた。
- 1933年（昭和8年）3月21日 - 静岡電気鉄道が西駿自動車商会を買収した。同4月26日には、中町（静岡市） - 岡部、中町 - 石部の2路線を展開する待月自動車商会（静岡市）を買収。さらに1934年（昭和9年）7月には焼津 - 藤枝間および藤枝 - 六合間に路線を有する志太中央自動車商会（島田市）を買収し、国道1号沿いに路線網を拡大していった。[4]

- 1935年（昭和10年）4月 - 静岡電気鉄道が藤相鉄道と共同出資による駿遠自動車株式会社を設立した。[5]
- 1937年（昭和12年）4月 - 駿遠自動車が静岡自動車を買収し、静岡乗合自動車株式会社に改称した。
- 1939年（昭和14年）6月改正の時刻表では、静岡乗合自動車島田営業所の所在地は島田町三丁目となっている。[6]
- 1943年（昭和18年）5月15日 - 静岡電気鉄道株式会社、藤相鉄道株式会社、中遠鉄道株式会社、静岡乗合自動車株式会社、静岡交通自動車株式会社の5社合併により静岡鉄道株式会社が成立。
- 1947年（昭和22年）1月18日 - 榛原郡町村会長（大井川鉄道延長期成同盟会会長）から大井川鉄道、運輸大臣、静岡県知事に対し大井川鉄道の榛南地域への路線延長（金谷 - 御前崎間）の陳情書が提出された。また、運輸大臣、県知事に対しての陳情書には過渡的措置として省営バス（国鉄バス）の運行が追加されていた。これを受け、大井川鉄道が従来の営業エリアから小笠・榛南地域への路線網の拡大を計画し、静岡鉄道との競願となっていった。[7]
- 1948年（昭和23年）12月1日 - 静岡鉄道が県内業界に先駆けて60人乗り大型ディーゼル車8両を購入し内6両をもって島田 - 興津間の国道直通運転を開始した。[8][9]
- 1949年（昭和24年）11月 - 金谷 - 興津間の急行運転を開始した。[10]
- 1957年（昭和32年）4月 - 国道1号（通称 新国道・現在の県道381号）が開通し、新国道沿いの現在の島田市若松町付近に自動車部藤枝営業所島田営業区が開設された。[注 1][11]
- 1958年（昭和33年）
  - 6月1日 - 自動車現業の機構改正により島田営業区から島田営業所となった。
  - 6月5日 - 大井川鉄道との競願交渉が決着し金谷、菊川、島田を起終点とする7路線が運行を開始した。[12]
- 1959年（昭和34年）- 昭和31年の道路運送法の改正により中外報知社（島田市本通）が愛読者優待のために島田二丁目から島田市大草、上相賀、金谷、初倉などに不定期に無償バスを運行する免許を申請し、静岡鉄道の「大津線」「大長線」と競願となったが、免許基準への適合が認められず静岡鉄道の路線が認可された。[13][14]
- 1963年（昭和38年）
  - 8月1日 - 大井川鉄道との相互乗り入れで「急行静岡金谷線」「急行静岡掛川線」「急行静岡井川線」が開設された。[15]
  - 10月1日 - 大井川鉄道、遠州鉄道との相互乗り入れで「急行静岡浜松線」が開設された。[12]
- 1966年（昭和41年）9月1日 - 大井川鉄道との相互乗り入れで「島田家山線」が開設された。[12]
- 1971年（昭和46年）6月17日 - 島田営業所の新社屋が竣工した。[12]
- 1979年（昭和54年）[16][17][18]
  - 4月2日 - 島田駅前市街地の区画整理事業によって島田市野田に移転した島田市民病院が診療を開始した。
  - 4月19日 - 島田二丁目にユニー島田店が開業した。島田駅前市街地の区画整理事業と県道55号（島田停車場線・駅前通り）の整備が完了し、駅前付近の各路線の運行経路が変更された。旧市民病院前停留所は市役所前に変更され、新たに「島田二丁目ユニー島田店前」停留所が設置された。
  - 11月1日 - 島田5丁目付近の市街地再開発事業の中核施設としてジャスコタウン島田が開業し、島田五丁目停留所がジャスコタウン島田前に名称変更された。
- 1984年（昭和59年）2月1日 - 国鉄東海道本線の興津 - 島田間に「するがシャトル」が運行を開始した。[19]
- 1986年（昭和61年）4月26日 - 国鉄東海道本線に六合駅が開業した。
- 1995年（平成7年）～1996年（平成8年）頃 時期不詳 - 島田営業所が藤枝営業所島田支所となった。[20][21]
- 1998年（平成10年）- バス事業の規制緩和を前に、大規模な「乗合バス不採算路線計画」が発表され、島田支所管内では「中部国道線」「大津線」「島田市内線」の全区間と「島田学園線」の一部区間、既に島田市による欠損補助をしていた「大長線」「湯日線」についても補助なしでは継続困難な路線とされた。
- 2001年（平成13年）
  - 3月末頃 時期不詳 島田支所を廃止。島田市内の路線は藤枝営業所と相良営業所に承継され、島田市向谷には相良営業所の車庫が建設された。
  - 11月 - 島田営業所跡地にしずてつストア島田店が開業した。[22]
- 2002年（平成14年）10月 - しずてつジャストライン相良営業所の向谷車庫（島田市向谷四丁目）として営業を開始した。
- 2003年（平成15年）4月 - 島田市自主運行バスの運行を開始した。

## 所管していた路線
藤枝営業所島田支所の廃止時には、次の路線を管轄していた。

### 中部国道線B
- 概説
  - 戦前に静岡電気鉄道が構想していた路線を、戦後静岡鉄道が「国道本線」として開設し、一時は袋井 - 興津間を結ぶ長大路線であったが1950年代後半以降は東部、中部、西部に区間分離されていった。島田営業所は金谷 - 静岡間の「中部国道本線」を藤枝営業所と共管し、1960年代後半からは「中部国道線B」（金谷 - 藤枝間）を担当した。
  - 1980年代の国鉄分割民営化前後の東海道線の島田 - 興津間の大幅な増便と六合新駅開設によって利用者は減少し、2000年代前半までに「中部国道線」は藤枝駅 - 新静岡間を除き廃止された。
- 沿革
  - 1975年（昭和50年）11月16日 - 同日改正の時刻表では、「中部国道線B」は日中20分ヘッドで運行されていた。
  - 1985年（昭和60年）4月1日 - 同日改正の時刻表では、休校日運休・平日のみ運行で、朝の藤枝駅前始発または島田駅前始発の島田高校行、午後に島田高校発島田駅前行が設定されていた。主要停留所は次の通り。
    - 金谷駅前 - 新金谷入口 - 大井川公園前 - 島田駅前 - 六合 - 藤枝駅前
    - 島田高校前 - 島田駅前 - 六合 - 藤枝駅前

  - 1987年（昭和62年）4月26日 - 東海道線六合駅が開業した。同年7月現在の時刻表では、新駅開業の影響によりB系統の朝夕の島田高校通学便は全て島田駅発着に区間が短縮されている。[23]
  - 1990年（平成2年）頃 時期不詳 -島田営業所の管轄で支線系統「金谷島田病院線」が開設された。[24]
  - 1993年（平成5年）4月の時刻表では「中部国道線B」と「金谷島田病院線」がひとつの時刻表に纏められていた。
    - 中部国道線B：金谷駅前 - 新金谷入口 - 大井川公園前 - 島田駅前 - 六合駅前 - 藤枝駅前
    - 金谷島田病院線： 金谷駅前 - 新金谷入口 - 大井川公園前 - 島田駅前 - 島田市民病院前

  - 1996年（平成8年）3月現在の車両配置表では島田営業所が藤枝営業所島田支所となっており「中部国道線B」も藤枝営業所の管轄となっている。[21]
  - 1998年（平成10年）5月 - 事業者単独では維持できない不採算路線として「中部国道線B」の廃止計画が静岡鉄道から島田市に申し入れられた。
  - 1999年（平成11年）4月1日 -「中部国道線B」は金谷駅 - 島田駅前間が「金谷島田病院線」に整理され区間廃止となった。また、島田市内の路線の相良営業所への移管が進行し、「湯日線」が六合駅経由となると共に「中部国道線B」は相良営業所と藤枝営業所島田支所の共管となった。
    - 中部国道線B：島田駅前 - 六合駅前 - 藤枝駅前
    - 金谷島田病院線：金谷駅前 - 新金谷入口 - 大井川公園前 - 島田駅前 - 島田市民病院前
    - 湯日線：島田市民病院前 - 島田駅前 - 六合駅前 - 色尾 - 月坂団地 - 本村

  - 2001年（平成13年）時期不詳 - 藤枝営業所島田支所が廃止され、島田市内の路線が相良営業所へ移管された。
  - 2003年（平成15年）4月1日 - 島田駅 - 六合駅間が廃止され、廃止区間は相良営業所の管轄する「湯日線」の単独運行となり、「中部国道線B」は藤枝営業所の管轄となった。
    - 中部国道線B：
      - 六合駅前 - 藤枝駅前

    - 湯日線：
      - 島田市民病院前 - はなみずき保健福祉センター - 島田市役所 - 島田駅前 - 本通三丁目 - 島田七丁目 - 御仮屋 - 栃山橋 - 六合駅前 - 六合駅南口 - 道悦島 - 谷口橋 - 色尾 - 月坂団地 - 湯日 - 本村

  - 2005年（平成17年）4月 -「湯日線」は委託方式の島田市自主運行バス「湯日大津線」へと移行し相良営業所が受託した。
  - 2006年（平成18年）4月1日 - 藤枝営業所が廃止され、しずてつジャストライン岡部営業所に移管された。
  - 2007年（平成19年）4月13日 - 静岡県生活交通確保対策協議会にしずてつジャストラインから「中部国道線B」六合駅 - 藤枝駅前間の退出意向の申し出が行われた。[25]
  - 2008年（平成20年）3月31日の運行を以って六合駅 - 藤枝駅間も廃止され「中部国道線B」は全線廃止となり、「中部国道線」は岡部営業所が所管する藤枝駅 - 新静岡系統（区間A）のみとなった。なお、廃止エリアには藤枝市自主運行バス「藤枝駅光洋台線」が開設された。[26]

### 金谷島田病院線
- 概説
  - 「中部国道線」の支線として、同線の金谷 - 島田駅区間と「大津線」の島田駅 - 市民病院前系統を繋いだ路線である。開設当初は島田営業所の管轄であったが、相良営業所に移管された。

### 初倉線
- 運行系統および主要停留所
  - 島田市民病院 - 島田駅前 - 島田七丁目 - 吉田IC入口 - 吉田高校前 - 片岡 - 川尻 - 下片岡 - 住吉 - 榛原総合病院 - 細江 - 榛原町
  - 島田駅前 - 島田七丁目 - 吉田IC入口 - 吉田高校前 - 片岡 - 川尻 - 下片岡 - 住吉 - 榛原総合病院入口 - 細江 - 榛原町
- 概説
  - 島田市から初倉地区、吉田町を経由して牧之原市を結ぶ路線であり、1950年代後半から1990年代前半までは相良営業所との共管路線であった。
  - 2011年（平成23年）に「島田静波線」という名称に変更され、現在は国土交通省の地域公共交通確保維持改善事業における地域間幹線系統に位置付けられ、沿線の市町（島田市・吉田町・牧之原市）が国・県と併せて欠損補助を実施している。

### 湯日線
- 運行系統および主要停留所
  - 島田市民病院前 - はなみずき保健福祉センター - 島田市役所 - 島田駅前 - 本通三丁目 - 島田七丁目 - 御仮屋 - 栃山橋 - 六合駅前 - 六合駅南口 - 道悦島 - 谷口橋 - 色尾 - 月坂団地 - 湯日 - 本村
- 概説
  - 1958年（昭和33年）に「谷口線」と「初倉線」を整理して誕生した路線であり、「初倉線」が相良営業所と島田営業所の共管路線であったのに対して「湯日線」は島田営業所が管轄した。当初は金谷駅 - 島田駅を結んでいたが、1970年代に車両の大型化とワンマン化により狭隘区間を廃止し路線を縮小していった。
  - 1990年代に藤枝営業所島田支所を経て相良営業所に移管されたが2005年（平成17年）3月末の運行を以って廃止となり、相良営業所が受託する島田市自主運行バス「湯日線・大津線」に承継された。
- 沿革
  - 1958年（昭和33年）6月 - それまでの「谷口線」島田駅 - 色尾間と「初倉線」の金谷駅 - 色尾間を統合して誕生した路線で島田営業所の所管であった。当初は島田から色尾、湯日を経由して金谷を結んでいた。[27]
    - 島田駅前 - 島田三丁目 - 島田七丁目 - 旭町 - 道悦島 - 谷口橋 - 初倉 - 色尾 - 湯日 - 本村 - 一軒家 - 鎌塚 - 三軒家踏切 - 金谷小学校前 - 金谷駅前

  - 1960年代 時期不詳 - 大井川右岸の鎌塚 - 三軒家踏切間が狭隘区間かつ土砂災害の危険区域として度々通行規制されるため、迂回ルートの確保も兼ね、金谷中学校、牧之原公園を経由する系統が開設された。
  - 1972年（昭和47年）11月現在の路線図では次の2系統が存在した。[28]
    - 島田駅前 - 島田三丁目 - 島田七丁目 - 旭町 - 道悦島 - 谷口橋 - 初倉 - 色尾 - 湯日 - 本村 - 一軒家 - 鎌塚 - 三軒家踏切 - 金谷小学校前 - 金谷駅前
    - 島田駅前 - 島田三丁目 - 島田七丁目 - 旭町 - 道悦島 - 谷口橋 - 初倉 - 色尾 - 湯日 - 本村 - 一軒家 - 堂ヶ谷 - 膳棚 - 金谷中学校前 - 牧之原公園前 - 金谷駅前

  - 1974年（昭和49年）10月現在の路線図では金谷中学校経由が消滅している。[29]
  - 1975年（昭和50年）3月現在の時刻表では、島田 - 金谷間が1日4往復、島田 - 本村間が平日4往復、土日祝日2.5往復となっている。[30]
  - 1977年（昭和52年）の路線図では鎌塚 - 金谷駅間が廃止されている。[31]
    - 島田駅前 - 島田三丁目 - 島田七丁目 - 旭町 - 谷口橋 - 色尾 - 湯日 - 本村 - 一軒家 - 鎌塚

  - 1978年（昭和53年）4月 - 県営月坂団地の分譲が開始された。[32]
  - 1984年（昭和59年）の路線図では本村まで縮小される一方で月坂団地を経由している。[33]
    - 島田駅前 - 島田三丁目 - 島田七丁目 - 旭町 - 谷口橋 - 色尾 - 月坂団地 - 湯日 - 本村

  - 1995年（平成7年）4月1日 - 島田市による欠損補助が開始された。[34]
  - 1998年（平成10年）静岡鉄道によって島田市に申し入れられた「不採算路線計画」による地元との協議の結果、六合駅や保健センターを経由して島田市民病院への乗り入れが決定した。
  - 1999年（平成11年）4月1日 - 保健センター・島田市民病院への乗り入れを開始した。
  - 2001年（平成13年）頃 時期不詳 - 相良営業所に移管された。
  - 2003年（平成15年）4月1日 - 区間の重複する「中部国道線B」の島田駅 - 六合駅間が廃止され、同区間は「湯日線」の単独運行となった。
  - 2005年（平成17年）4月1日 - 平成16年度を以って欠損補助を廃止し、相良営業所の受託する島田市自主運行バス「湯日線・大津線」として運行を開始した。

### 島田市内循環線、島田市内線
- 運行系統および主要停留所
  - 島田駅前 - 島田市役所 - 中溝町 - 静鉄営業所前 - 稲荷町 - 大井神社前 - 島田駅前
  - 静鉄営業所前 - 稲荷町 - 大井神社前 - 島田駅前
- 概説
  - 島田駅北口から旧市内の主要施設を巡回する路線で、朝晩は島田営業所からの入出庫を兼ねていた。
  - 中溝町回りと稲荷町回りの循環系統で、島田駅を跨いで乗ることができなかった。（島田駅発島田駅行）
  - 相良営業所に移管された後も路線が維持され、向谷車庫への入出庫便は島田営業所があった当時の名残で「若松町西」が起終点であった。
- 沿革
  - 1955年（昭和30年）
    - 8月11日 - 国道1号新国道の建設にあわせて国道1号新道（稲荷町 - 御仮屋町）の路線免許が申請された。[35]
    - 9月15日 - 島田二丁目 - 中溝町、向谷町 - 稲荷町区間の路線免許が申請された。[36]

  - 1958年（昭和33年）12月改正の時刻表では「島田市内循環線」（稲荷町廻り・中溝町廻り）として次の経路を運行していた。[27]なお、翌年2月には大井川鉄道も「島田市内循環線」を開設している。
    - 島田駅前 - 島田三丁目 - 大井町 - 検察庁前 - 中溝町 - 第二小学校前 - 若松町 - 三ツ合橋 - 第一小学校前 - 向谷局前 - 向谷二丁目 - 島高入口 - 稲荷町 - 第一中学校前 - 向島 - 大善寺前 - 大井神社前 - 大井町 - 島田駅前

  - 1977年（昭和52年）2月現在の路線図では次の停留所に停車していた。[31]
    - 島田駅前 - 島田三丁目 - 市民病院前 - 島田郵便局前 - 島田警察署前 - 第二小学校前 - 静鉄営業所前 - 三ツ合橋 - 第一小学校前 - 向谷局前 - 向谷二丁目 - 島高入口 - 稲荷町 - 島田河原町 - 向島西 - 東海パルプ前 - 大善寺前 - 大井神社前 - 島田駅前

  - 1979年（昭和54年）4月 - 島田駅前から中央町交差点までの道路整備（現県道55号）と区画整理、島田市民病院の移転により、島田駅から島田郵便局前までの運行経路や停留所名が変更された。
  - 1985年（昭和60年）の時刻表によると、平日ダイヤで朝6 - 7時台に中溝町まわりで島田営業所から島田駅前への出庫便が4本、18 - 21時台に稲荷町まわりで営業所入庫便が6本設定されていた。[37]
    - 島田駅前 - 島田二丁目ユニー前 - 市役所前 - 島田郵便局前 - 島田警察署前 - 第二小学校前 - 静鉄営業所前 - 三ツ合橋 - 第一小学校前 - 向谷局前 - 向谷二丁目 - 島高入口 - 稲荷町 - 島田河原町 - 向島西 - 東海パルプ前 - 大善寺前 - 大井神社前 - 島田駅前
    - 中溝町廻り出庫便：静鉄営業所前→三ツ合橋→第一小学校前→向谷局前→向谷二丁目→島高入口→稲荷町→島田河原町→向島西→東海パルプ前→大善寺前→大井神社前→島田駅前
    - 稲荷町廻り入庫便：島田駅前→大井神社前→大善寺前→東海パルプ前→向島西→島田河原町→稲荷町→島高入口→向谷二丁目→向谷局前→第一小学校前→三ツ合橋→静鉄営業所前

  - 1991年（平成3年）3月16日 - 島田市内西部から島田市民病院、中央公園へのアクセス向上のため、日中の運行を中心に「大津線」に乗り入れる系統が開設され、従来の循環区間は朝晩の通勤・通学時間帯のみとなった。これに伴い「大津線」の中央公園系統は廃止され、路線名も「島田市内線」に変更された。[38]
    - 島田駅前 - 島田二丁目ユニー前 - 市役所前 - 島田郵便局前 - 島田警察署前 - 第二小学校前 - 静鉄営業所前 - 三ツ合橋 - 第一小学校前 - 向谷局前 - 向谷二丁目 - 島高入口 - 稲荷町 - 島田河原町 - 向島西 - 東海パルプ前 - 大善寺前 - 大井神社前 - 島田駅前
    - 静鉄営業所前 - 三ツ合橋 - 第一小学校前 - 向谷局前 - 向谷二丁目 - 島高入口 - 稲荷町 - 島田河原町 - 向島西 - 東海パルプ前 - 大善寺前 - 大井神社前 - 島田駅前
    - 静鉄営業所前 - 三ツ合橋 - 第一小学校前 - 向谷局前 - 向谷二丁目 - 島高入口 - 稲荷町 - 島田河原町 - 向島西 - 東海パルプ前 - 大善寺前 - 大井神社前 - 島田駅前 - 島田二丁目ユニー前 - 市役所前 - 島田郵便局前 - 大津通り - 第四小学校入口 - 元島田 - 島田市民病院 - 中央公園

  - 1997年（平成9年）4月1日 - 保健福祉センター経由が新設された。
    - （略）- 島田駅前 - 市役所前 - 島田郵便局前 -（ - 大津通り -・島田第二中学校入口 - 保健福祉センター -） - 保健福祉センター入口 - 元島田 - 島田市民病院 - 中央公園

  - 1998年（平成10年）事業者単独では維持できない不採算路線として静岡鉄道から島田市に対して全線廃止の申し出があり、協議の結果、他の路線と区間の重複する島田市民病院、中央公園系統を廃止し、循環系統のみの運行とすることで存続が決定した。また県と島田市による欠損補助路線となった。[39]
  - 1999年（平成11年）4月1日 - 中溝回り9本、稲荷回り11本の計20本の市内循環路線として運行を開始した。[39]
  - 2001年（平成13年）時期不詳 藤枝営業所島田支所廃止に伴い相良営業所に移管され、静鉄営業所前停留所が若松町西に名称変更された。
  - 2009年（平成21年）3月末をもって全線が廃止された。

### 大長線
- 概説
  - 島田駅と神座（かんざ）、相賀（おおか）、川口、鍋島、二俣、白井など大井川左岸上流域山間部を結ぶ路線であった。
  - 1970年代以降はマイカー普及により利用者減少が進んだが、沿線小中学校の通学輸送を担っていたため1980年代後半からは島田市による欠損補助によって路線が維持されていた。
  - 藤枝営業所島田支所を経て相良営業所移管後に廃止され、現在は島田市自主運行バスの「伊久身線」「相賀線」に承継されている。
- 沿革
  - 1924年（大正13年）- 大長村伊太の北川惣太郎の経営によって向谷 - 島田駅 - 藤枝駅間に乗合路線が開設された。向谷から神座、鵜網、川口、福用、川根町家山を経て地名までは大井川の水上を航路とする乗合飛行艇に連絡していた。なお、飛行艇は大井川鉄道の敷設時に廃止された。 [40][41][42]
  - 1928年（昭和3年）- 西駿自動車商会が北川の路線を買収した。[42]
  - 1933年（昭和8年）3月 - 静岡電気鉄道が西駿自動車商会を買収し、島田・大長線の免許を承継した。[4]
  - 1935年（昭和10年）4月 - 静岡電気鉄道と藤相鉄道の共同出資により駿遠自動車株式会社が設立され、同社の路線となった。なお、2年後には駿遠自動車は静岡乗合自動車に改称された。
  - 1939年（昭和14年）6月1日改正の静岡乗合自動車島田営業所発行の「島田驛 - 大長村（神座）バス時刻表」では、島田 - 神座間が1日7往復、島田 - 向谷間が1日3往復運行されていた。また路線図付乗車券では次の経路が確認でき、金谷駅、藤枝駅、藤枝町大手、岡部北口、静岡駅への連絡運賃も掲載されている[6]
    - 島田駅 - 島田三丁目 - 島田一丁目 - 一本松 - 向谷水門 - 赤松 -  渡口 - 大澤橋 - 神座

  - 1953年（昭和28年）の時刻表では島田 - 神座間が1日5往復、島田 - 向谷間が1日3往復の合計8往復の運行であった。[43]
  - 1955年（昭和30年）7月28日 - 運輸審議会に神座から川口（島田市身成345）までの延伸が申請され、認可された。
  - 1958年（昭和33年）9月9日 - 川口 - 二俣間の免許と島田駅前 - 二俣間の系統開設を申請した。[44]
  - 1959年（昭和34年）5月11日 - 運輸審議会で中外報知社が競願していた路線免許申請が却下され、川口から二俣までの延伸と、上相賀への支線が認可された。[14]同年10月現在の時刻表では上相賀系統が1日4往復、神座系統が1日2往復、川口系統が1日8往復、二俣系統が1日6往復の合計20往復が運行されていた。[45]
    - 島田駅前 - 向谷 - 相賀橋 - 上相賀
    - 島田駅前 - 向谷 - 相賀橋 - 神座 - 鵜網 - 川口 - 小川局前 - 二俣

  - 1962年（昭和37年）5月16日 - 川口から鍋島まで延伸した。[46]
  - 1966年（昭和41年）9月1日 大井川鉄道との相互乗り入れで「島田家山線」が開設された。[12]
    - 島田駅前 - 静鉄営業所前 - 向谷局前 - 相賀橋 - 川口 - 丹原 - 渡島 - 家山駅前

  - 1975年（昭和50年）3月現在の時刻表では神座系統は神座小学校前停留所が新設され上神座が起終点となっており、同系統は平日4.5往復、上相賀系統が5往復、川口系統が6往復、二俣系統は白井まで延伸し、平日5往復が運行されていた。[47][48]
    - 大長線
      - 島田駅前 - 静鉄営業所前 - 向谷局前 - 相賀橋 - 上相賀
      - 島田駅前 - 静鉄営業所前 - 向谷局前 - 相賀橋 - 神座小学校前 - 上神座
      - 島田駅前 - 静鉄営業所前 - 向谷局前 - 相賀橋 - 神座小学校前 - 上神座 - 鵜網 - 川口
      - 島田駅前 - 静鉄営業所前 - 向谷局前 - 相賀橋 - 神座小学校前 - 上神座 - 鵜網 - 川口 - 小川局前 - 伊久美学校前 - 二俣

    - 島田家山線
      - 島田駅前 - 静鉄営業所前 - 向谷局前 - 相賀橋 - 神座小学校前 - 上神座 - 鵜網 - 川口 - 鍋島 - 丹原 - 渡島 - 身成小学校前 - 家山駅前

  - 1975年（昭和51年）11月現在の時刻表では「島田家山線」が鍋島まで区間を縮小し「大長線」に再統合されている。[31]
    - 島田駅前 - 静鉄営業所前 - 向谷局前 - 向谷水門 - 大長中学校前 - 相賀橋 - 神座小学校前 - 川口 - 鍋島

  - 1979年（昭和54年）島田駅前の区画整理とユニー島田店の開業に伴い島田駅前の経路が変更され、ユニー島田店が起終点となった。
  - 1985年（昭和60年）3月16日現在の時刻表では、次の4系統が存在している。[49]
    - 島田二丁目ユニー前 - 島田駅前 - 静鉄営業所前 - 向谷局前 - 向谷水門 - 大長中学校前 - 相賀橋 - 相賀小学校前 - 上相賀
    - 島田二丁目ユニー前 - 島田駅前 - 静鉄営業所前 - 向谷局前 - 向谷水門 - 大長中学校前 - 相賀橋 - 神座小学校前 - 川口
    - 島田二丁目ユニー前 - 島田駅前 - 静鉄営業所前 - 向谷局前 - 向谷水門 - 大長中学校前 - 相賀橋 - 神座小学校前 - 川口 - 鍋島
    - 島田二丁目ユニー前 - 島田駅前 - 静鉄営業所前 - 向谷局前 - 向谷水門 - 大長中学校前 - 相賀橋 - 神座小学校前 - 川口 - 伊久美学校前 - 二俣 - 白井

  - 1987年（昭和62年）静岡鉄道からの利用者減少による廃止計画の申し出により二俣 - 白井間が廃止されたが、沿線児童生徒の通学手段確保のため島田市による欠損補助が開始され、系統が維持された。[50][51]
  - 1993年（平成5年）4月1日現在の時刻表では上相賀行と鍋島行の2系統が廃止されている。[52]
    - 島田二丁目ユニー前 - 島田駅前 - 静鉄営業所前 - 向谷局前 - 向谷水門 - 北中学校 - 相賀橋 - 神座小学校前 - 川口
    - 島田二丁目ユニー前 - 島田駅前 - 静鉄営業所前 - 向谷局前 - 向谷水門 - 北中学校 - 相賀橋 - 神座小学校前 - 川口 - 伊久美学校前 - 二俣

  - 2001年（平成13年）時期不詳 相良営業所に移管された。
  - 2003年（平成15年）4月1日 - 平成14年度末を以って島田市の欠損補助を終了し、島田市自主運行バスとして 「伊久身線」「相賀線」の運行を開始した。

### 島田学園線
- 概説
  - 1970年代後半に造成・分譲された伊太団地および同地区の島田学園高等学校（現・島田樟誠高等学校）と島田駅を結ぶ路線として開設された。
  - 島田営業所の管轄路線であったが藤枝営業所島田支所を経て相良営業所移管後に廃止された。
- 沿革
  - 1977年（昭和52年）5月16日 - 島田駅 - 伊太団地間の運行を開始。[53]
  - 1985年（昭和60年）の時刻表では休校日運休の島田駅 - 島田学園間と島田駅 - 伊太団地間の2系統が存在していた。[54]
    - 島田駅 - 静鉄営業所前 - 島田学園前 - 伊太団地
    - 島田駅 - 静鉄営業所前 - 島田学園前

  - 1988年（昭和63年）の時刻表では島田学園系統は途中停留所に停車しない直行便となっており、7 - 8時台の登校便が6本、15 - 16時台の下校便が7本設定されていた。[55]
    - 島田駅 - 静鉄営業所前 - 島田学園前 - 伊太団地
    - 島田駅 -（この間 停車なし）- 島田学園前

  - 1993年（平成5年）の時刻表では直行便は登校便5本、下校便6便に減便されている。[56]
  - 2001年（平成13年）時期不詳 相良営業所に移管された。
  - 2007年（平成19年）4月1日 島田学園前－伊太団地 間が廃止された。
    - 島田駅 - 若松町 - 島田学園前

  - 2009年（平成21年）3月31日の運行をもって廃止され、島田学園の通学は同校のスクールバスに移行した。また同線の運行区間は島田市自主運行バス「田代の郷温泉線」に承継された。

## 休廃止路線

### 急行静岡金谷線
- 運行系統および停車停留所
  - 新静岡 - 伝馬町 - 静岡駅前 - 県庁前 - 中町 - 本通二丁目 - 安倍川橋 - 手越 - 丸子団地入口 - 新丸子 - 二軒家 -  岡部北口 -  岡部役場前 - 法の橋 - 藤枝営業所前 - 岡出山入口 - 青木 - 藤枝郵便局前 - 青島支所前 - 三軒家 - 六合公民館前 - 御仮屋 - 島田市役所入口 - 大鉄営業所前 - 静鉄営業所前 - 大井川公園前 - 新金谷入口 - 宮崎町 - 金谷中町 - 金谷駅前 （87）
  - 新静岡 - 伝馬町 - 静岡駅前 - 県庁前 - 中町 - 本通二丁目 - 安倍川橋 - 手越 - 丸子団地入口 - 新丸子 - 二軒家 -  岡部北口 -  岡部役場前 - 法の橋 - 藤枝営業所前 - 岡出山入口 - 青木 - 藤枝郵便局前 - 青島支所前 - 三軒家 - 六合公民館前 - 御仮屋 - 島田市役所入口 - 大鉄営業所前 - 静鉄営業所前 - 大井川公園前 - 新金谷入口 - 新金谷駅前 - 金谷中町 - 金谷駅前 （88）
- 概説
  - 1958年（昭和33年）に静岡鉄道と大井川鉄道の競願問題が決着し、大井川鉄道と遠州鉄道との3社相互乗り入れによる当時の国道1号新国道の急行運転について本格的な交渉に入った。これに加えて大井川鉄道との間では静岡駅と大井川上流域の井川を結ぶ急行バスの相互乗り入れについて交渉が進められた結果、1963年（昭和38年）8月に大井川鉄道との2社協定が成立し、相互乗り入れにより「急行静岡井川線」と「急行静岡金谷線」「急行静岡掛川線」が揃って開設され、同年10月には大井川鉄道、遠州鉄道との3社相互乗り入れで「急行静岡浜松線」が開業した。なお、「西部国道本線」エリアでは静岡鉄道と遠州鉄道の2社で「掛川浜松線（準急）」が開設されている。
  - 1960年代は道路整備が進行した一方で、それを上回る勢いで交通量も増大しており、中距離路線は慢性的な渋滞により定時性確保が困難となっていった。1960年代末期から1970年代に入ると東名高速道路の開通に伴って遠州鉄道との2社相互乗り入れで開設された「東名静岡浜松線」に基幹路線の座を譲り、国道1号の都市間急行路線は1970年代半までに廃止されていった。
  - 大井川鉄道担当便は「急行静岡井川線」への送り込みを兼ねていたため、同線の廃止後は新金谷 - 新静岡間を回送するようになり、さらに大井川鉄道は1980年代に掛川、島田、静岡の各営業所を廃止し、鉄道線沿線に路線網を縮小した。なお、大井川鉄道の掛川地区から撤退の際には、静岡鉄道の100％出資で設立された掛川バスサービスに掛川地区の2路線を譲渡している。
- 沿革
  - 1947年（昭和22年）1月18日 - 榛原郡町村会長（大井川鉄道延長期成同盟会会長）から大井川鉄道、運輸大臣、静岡県知事に対し榛南地域への鉄道線延長（金谷 - 御前崎間）の陳情書が提出された。また、運輸大臣、県知事に対しての陳情書には過渡的措置として省営バス（国鉄バス）の運行が追加されていた。これを受け、大井川鉄道が従来の営業エリアから小笠・榛南地域への路線網の拡大を計画し、静岡鉄道と競願問題が発生した。[7]
  - 1955年（昭和30年）8月11日 - 島田市内の国道1号新国道の建設にあわせて御仮屋町 - 稲荷町間に路線免許が申請された。[35]
  - 1958年（昭和33年）
    - 6月5日 - 大井川鉄道との競願交渉が決着し「浜岡線」など7路線が開設された。[12]
    - 8月 - 大井川鉄道が掛川貸切自動車営業所、井川自動車営業所を開設した。[15]

  - 1959年（昭和34年）- 金谷から新国道を経由して焼津に至る「金谷焼津線」が開設された。
  - 1963年（昭和38年）[15]
    - 6月 - 大井川鉄道が急行路線開設を視野に掛川貸切自動車営業所を掛川市新町から城西に移転し、掛川自動車営業所を開設した。
    - 8月1日 - 大井川鉄道との相互乗入れで「急行静岡金谷線」「急行静岡掛川線」「急行静岡井川線」の3路線が開設された。[57]「中部国道本線」のような島田駅、藤枝駅への停車は無く、島田市役所入口と青木が駅への最寄り停留所となっていた。同年9月15日現在の時刻表では次の停車停留所であった。[58]
      - 静岡駅前 - 御幸町 - 県民会館前 - 中町 - 本通二丁目 - 安倍川橋 - 手越 - 二軒家 - 岡部役場前 - 法の橋 - 大手駅前 - 岡出山入口 - 青木 - 青島支所前 - 三軒家 - 六合公民館前 - 御仮屋 - 中溝町 - 大井川公園前 - 新金谷駅前 - 金谷仲町 - 金谷駅前

    - 10月1日 - 大井川鉄道、遠州鉄道との相互乗入れで「急行静岡浜松線」が開設された。静岡 - 浜松間の都市間輸送を目的としていたため冷暖房付の3社共通カラーの専用車両によって運行され、「中部国道線」のような途中区間の国鉄駅への停車はしなかった。停車停留所を最小限に留めており、静岡 - 金谷間の途中停車は「急行静岡金谷線」からさらに少なくなっている。1日26往復（静岡鉄道12往復、大井川鉄道2往復、遠州鉄道12往復）で日中は30分ヘッドを基本とするダイヤとし、静岡 - 浜松間を125分で結んでいた。なお、開設当初の静岡鉄道の担当営業所は国吉田営業所であった。[12][59][60]
      - 急行静岡浜松線 停車停留所
        - 新静岡 - 静岡駅 - 新丸子 - 岡部役場前 - 大手駅前 - 青木（藤枝駅入口）- 島田市役所入口 - 新金谷入口 - 新道日坂 - 掛川北門 - 原川 - 袋井駅入口 - 磐田賀茂川 - 中ノ町 - 浜松駅 - 田町 - 浜松（遠鉄）

  - 1969年（昭和44年）3月15日 - 東名高速道路の開通に伴い「東名静岡浜松線（特急）」に都市間輸送の主役を譲り、「急行静岡浜松線」の運行本数が大幅に減便された。[61]
  - 1972年（昭和47年）11月現在の路線図では「急行静岡掛川線」は廃止され、「急行静岡金谷線」と「急行静岡浜松線」のみとなっている。[28]
    - 急行静岡金谷線 停車停留所
      - 新静岡 - 静岡駅前 - 県庁前 - 中町 - 本通二丁目 - 安倍川橋 - 手越 - 丸子団地入口 - 新丸子 - 二軒家 - 岡部北口 - 岡部役場前 - 法の橋 - 藤枝営業所前 - 岡出山入口 - 青木 - 藤枝郵便局前 - 三軒家 - 六合公民館前 - 御仮屋 - 島田市役所入口 - 大鉄営業所前 - 静鉄営業所前 - 大井川公園前 - 新金谷入口 - 宮崎町 - 金谷仲町 - 金谷駅前

    - 急行静岡浜松線 停車停留所
      - 新静岡 - 静岡駅前 - 新丸子 - 岡部役場前 - 藤枝営業所前 - 青木 - 島田市役所入口 - 新金谷入口 - 新道日坂 - 掛川北門 - 原川 - 袋井駅入口 - 磐田賀茂川 - 中の町 - 浜松駅前 - 名店ビル前 - 浜松（遠鉄）

  - 1974年（昭和49年）
    - 4月1日改正の時刻表では「急行静岡浜松線」はさらに各社1往復づつの1日3往復まで減便され、静鉄便は掛川北門を入出庫とする掛川営業所の担当となっている。
    - 12月26日 - 遠州鉄道が掛川 - 新静岡間から撤退し「急行静岡浜松線」が廃止となった。同時期の時刻表では「急行静岡金谷線」は1日3往復（大井川鉄道1往復、静岡鉄道2往復）が運行されていた。[29][62]

  - 1975年（昭和50年）11月現在の時刻表では1日2往復（大井川鉄道1往復、静岡鉄道1往復）に減便されている。
  - 1977年（昭和52年）2月現在の路線図からは消滅している。[31]

### 大津線
- 概説
  - 島田駅と大津地区を結ぶ路線であった。
  - 沿線に島田市民病院や島田市中央公園、ばらの丘公園等の公共施設が整備されたため、現在も「金谷島田病院線」や島田市自主運行バスに路線が継承されている。
- 沿革
  - 1926年（昭和元年）12月27日 - 個人経営の島田駅 - 落合間の路線が認可された。[63]
  - 1953年（昭和28年）9月現在の静岡鉄道の時刻表では「大津線」として島田駅 - 落合間が運行されていた。[43]
  - 1958年（昭和33年）9月9日 - 落合 - 天徳寺間の免許と島田駅前 - 天徳寺前間の系統開設を申請した。[44]
  - 1959年（昭和34年）5月11日 - 運輸審議会で中外報知社が競願していた路線免許申請が却下され、落合から天徳寺までの延伸が認可された。[14]同年10月現在の時刻表、路線図では次の経路を運行していた。[45]
    - 島田駅前 - 島田三丁目 - 島田五丁目 - 市役所入口 - 大津通り - 元島田 - 野田 - 学校前 - 落合 - 大草 - 天徳寺前

  - 1977年（昭和52年）2月の路線図では現在の県道55号の整備と区画整理事業により島田三丁目から大津通り迄の経路が変更されている。[31]
    - 島田駅前 - 島田三丁目 - 市民病院前 - 島田郵便局前 - 大津通り - 元島田 - 野田 - 落合 - 天徳寺前

  - 1979年（昭和54年） 4月2日に島田市民病院が島田市野田の地に移転開業し、同4月19日にはユニー島田店が開業した。これに伴い運行経路が変更され停留所の移転、新規開設が行われた。
  - 1985年（昭和60年）の時刻表では市民病院前までは毎時3 - 4便が確保されており、島田市野田に開園した中央公園行の系統も存在している。[64]
    - 島田駅前 - 島田二丁目ユニー島田店前 - 市役所前 - 島田郵便局前 - 大津通り - 元島田 - 島田市民病院前
    - 島田駅前 - 島田二丁目ユニー島田店前 - 市役所前 - 島田郵便局前 - 大津通り - 元島田 - 島田市民病院前 - 中央公園前
    - 島田駅前 - 島田二丁目ユニー島田店前 - 市役所前 - 島田郵便局前 - 大津通り - 元島田 - 島田市民病院前 - 野田 - 落合 - 天徳寺前

  - 1993年（平成5年）の時刻表では天徳寺系統が廃止され、中央公園系統は「島田市内線」に吸収されており、島田市民病院系統のみとなっている。また「島田市内線」の延伸と「金谷島田病院線」の開設に伴い朝晩のみの運行となっている。[65]
    - 島田駅前 - 島田二丁目ユニー島田店前 - 市役所前 - 島田郵便局前 - 大津通り - 元島田 - 島田市民病院前

  - 1995年（平成7年）3月31日の運行を以って 「島田市内線」に吸収され休止となった。
  - 1999年（平成11年）4月1日 「金谷島田病院線」に整理され廃止となった。
  - 2005年（平成17年）4月1日 島田市自主運行バス「湯日大津線」として路線が復活した。

### 元島田循環線
- 概説
  - 1972年（昭和47年）の路線図では次の経路を運行していた。
    - 島田駅前→島田三丁目→島田七丁目→御仮屋→松葉町→元島田→菰川→市役所入口→市民病院前→検察庁前→島田三丁目→島田駅前

  - 1975年（昭和50年）の時刻表では静岡鉄道と大井川鉄道の共同運行で各々一便づつ運行されている。
    - 島田駅前→島田三丁目→島田七丁目→御仮屋→松葉町→元島田→島田郵便局前→島田三丁目→島田駅前

  - 1977年（昭和52年）の路線図からは消滅している。（廃止時期不詳）

### 細島線
- 概説
  - 1950年代後半に静岡駅から焼津駅、吉永を経由して大井川左岸を島田まで遡上する「吉永線」が、焼津、藤枝、島田の各地区の路線に区間整理されて誕生した路線である。
  - 1960年代から1970年代前半にかけては豊富な地下水を求めて沿線に多数の工場が立地し通勤需要があったが、マイカー通勤の増加に従って利用者は減少し廃止となった。
- 沿革
  - 1953年（昭和28年）の時刻表では、静岡 - 島田間に焼津営業区が管轄する「吉永線」が運行されていた。[43]
    - 青木廻り：静岡 - 轟橋 - 青木 - 用宗 - 大崩 - 焼津 - 石津 - 田尻 - 吉永 - 宗高新町 - 忠兵衛 - 道悦島（六合）- 島田

  - 1958年（昭和33年）6月15日 -「吉永線」（静岡 - 島田間）が系統分割され、忠兵衛 - 吉永間が「志太循環線」の藤枝大手 - 吉永間を統合し飯渕まで延伸し藤枝営業所の所管する「飯淵線」に、島田 - 忠兵衛間が島田営業所が所管する「細島線」として分離された。なお、島田 - 焼津間の直通運転は、新たに「島田焼津線」が開設された。[66][27]
    - 用宗線：静岡 - 轟橋 - 青木 - 用宗
    - 海岸本線：静岡 - 広野 - 用宗 - 大崩 - 焼津 - 大富 - 宗高新町 - 大井川 - （以降略）
    - 吉永線：焼津 - 石津 - 田尻 - 吉永 - 飯淵
    - 飯淵線：藤枝大手 - 藤枝駅前 - 忠兵衛 - 宗高新町 - 吉永 - 飯淵
    - 細島線：島田 - 六合公民館前 - 細島 - 忠兵衛

  - 1963年（昭和38年）沿線に島田工業高校が開校し、同年に科研化学（現・科研製薬）静岡工場と日本ビニロン静岡工場（現 ニチビ）、1967年（昭和42年）には日清紡藤枝事業所、さらには1972年（昭和47年）に持田製薬静岡工場、1973年（昭和48年）にはネッスル日本（現・ネスレ日本）静岡工場が進出し、沿線に通勤・通学需要が創出されていった。[67]
  - 1977年（昭和52年）の路線図では「細島線」は次の2系統が存在した。系統および主要停留所は次のとおり。[31]
    - 島田駅前 - 島田三丁目 - 島田五丁目 - 島田七丁目 - 御仮屋 - 栃山橋 - 島田工業高校前 - 六合公民館前 - 細島 - 科研化学入口 - 五平 - 忠兵衛
    - 島田駅前 - 島田三丁目 - 島田五丁目 - 島田七丁目 - 御仮屋 - 栃山橋 - 島田工業高校前 - 六合公民館前 - 細島 - 科研化学入口 - 科研科学前 - ニチビ工場前 - 日清紡前 - 善左エ門 - 忠兵衛

  - 1984年（昭和59年）の路線図では「藤枝忠兵衛線」ネッスル工場系統の忠兵衛 - 藤枝駅間と併行して藤枝駅まで延伸している。系統および主要停留所は次のとおり。[33]
    - 島田駅前 - 島田三丁目 - ジャスコタウン島田前 - 島田七丁目 - 御仮屋 - 栃山橋 - 島田工業高校前 - 六合 - 細島 - 御請 - 科研製薬入口 - 五平 - 忠兵衛 - 高等職業訓練校前 - 青島中学校入口 - 文化センター前 - 藤枝駅前
    - 島田駅前 - 島田三丁目 - ジャスコタウン島田前 - 島田七丁目 - 御仮屋 - 栃山橋 - 島田工業高校前 - 六合 - 細島 - 御請 - 科研製薬入口 - 科研製薬前 - ニチビ工場前 - 日清紡前 - 善左エ門 - 忠兵衛 - 高等職業訓練校前 - 青島中学校入口 - 文化センター前 - 藤枝駅前
    - 藤枝忠兵衛線：ネッスル工場前 - 持田製薬前 - 科研製薬前 - ニチビ工場前 - 日清紡前 - 善左エ門 - 忠兵衛 - 高等職業訓練校前 - 青島中学校入口 - 文化センター前 - 藤枝駅前

  - 1988年（昭和63年）の時刻表では忠兵衛 - 藤枝駅間が廃止され、科研製薬経由のみで朝晩1往復にまで減便されている。[68]
    - 島田駅前 - 島田三丁目 - ジャスコタウン島田前 - 島田七丁目 - 御仮屋 - 栃山橋 - 島田工業高校前 - 六合 - 細島 - 御請 - 科研製薬入口 - 科研製薬前 - ニチビ工場前 - 日清紡前 - 善左エ門 - 忠兵衛

  - 1990年（平成2年）8月現在の路線図からは消滅している。[69]

### 島田焼津線、金谷焼津線
- 概説
  - 1932年（昭和7年）1月15日 - 鈴木自動車商会（鈴木菊次郎）により焼津駅から豊田を経由して青島町上青島（一里山）を結ぶ路線が開設された。[70][71]
    - 上青島 - 藤枝駅 - 豊田 - 豊田 - 焼津駅

  - 1958年（昭和33年） 「吉永線」の焼津 - 島田間の直通運転が廃止され、旧東海道から現在の県道222号上青島焼津線を経由して島田 - 焼津間を結ぶ「島田焼津線」が開設された。[72]
    - 島田駅 - 島田七丁目 - 御仮屋 - 六合公民館前 - 瀬戸新屋 - 藤枝駅 - 築地 - 豊田 - 三ヶ名 - 市立病院前 - 元焼津 - 仲町 - 北浜通 - 新屋 - 焼津駅

  - 1959年（昭和34年）- 島田市内の経路が国道1号（当時の新国道・現在の県道381号）経由に変更され、島田駅を経由せず金谷まで延伸し「金谷焼津線」となった。1日4往復が運行されていた。運行系統および主要停留所は次の通り。[45]
    - 金谷駅 - 仲町 - 新金谷入口 - 大井川公園前 - 稲荷町 - 若松町 - 中溝町 - 大津通り - 御仮屋 - 六合公民館前 - 瀬戸新屋 - 藤枝駅 - 築地 - 豊田 - 三ヶ名 - 市立病院前 - 元焼津 - 仲町 - 北浜通 - 新屋 - 焼津駅

  - 1960年代 時期不詳 - 金谷駅 - 藤枝駅間は急行路線に、藤枝駅 - 焼津駅間は「焼津藤枝線」に整理され廃止となった。

### 島田家山線
- 運行系統および主要停留所
  - 島田駅前 - 静鉄営業所前 - 向谷局前 - 相賀橋 - 川口 - 丹原 - 渡島 - 家山駅前
- 概説
  - 当時の国鉄島田駅と大井川鉄道の家山駅を大井川左岸を経由して結ぶ路線であり、大井川鉄道との共同運行であった。
  - 1970年代中盤に廃止されたが、2016年（平成28年）に島田市自主運行バス「川根線」（のちに川根温泉線に改称）として島田駅 - 家山間の路線が復活し、相良営業所が受託している。
- 沿革
  - 1966年（昭和41年）9月1日 大井川鉄道との相互乗り入れで開設された。[12][73]
  - 1975年（昭和50年）3月現在の時刻表では1日6往復（静鉄便4往復、大鉄便2往復）が運行されていた。[48]
  - 1975年（昭和50年）11月現在の時刻表では島田駅 - 鍋島に区間縮小し「大長線」に整理され廃止となっている。